# رامون بارئا
رامون بارئا (اسپانیایی: Ramón Barea‎؛ زادهٔ ۱۳ ژوئیهٔ ۱۹۴۹) بازیگر اهل اسپانیا است.
از فیلم‌ها یا برنامه‌های تلویزیونی که وی در آن نقش داشته‌است، می‌توان به بخت نیک، کارلوس، پادشاه امپراتور، بسته از هر سو، ملکه اسپانیا، کیسه هوا، جنبه دیگر همبستر شدن، سوئیس کوچک، تورِمولینوس ۷۳، نگهبان نامرئی، بمب‌هراس، در ستایش زنان مسن و همه می‌دانند اشاره کرد.